# Animal Crossing: Wild World
Animal Crossing: Wild World (с англ. — «Перекрёсток животных: Дикий мир») — видеоигра и симулятор жизни, разработанная Nintendo EAD и изданная Nintendo для портативной приставки Nintendo DS. Была выпущена в Японии и Северной Америке в конце 2005 года, в Европе — в 2006 году и в Южной Корее — в 2007 году. Это вторая часть серии Animal Crossing. Игра была дополнительно переиздана на Wii U через сервис Virtual Console в октябре 2016 года. Сиквел был разработан на основе материала первой Animal Crossing для GameCube. Сам игровой процесс был значительно доработан, чтобы быть интерактивнее, но одновременно была упрощена графика и понижена частота кадров из-за более ограниченных характеристик Nintendo DS. Wild World оптимизирована для управления стилусом с сенсорным экраном.
В Wild World управляемый игроком персонаж переезжает жить в городок, населённый антропоморфными животными. Он может собирать фрукты, заниматься рыболовством, ловлей насекомых, чтобы зарабатывать деньги, выплачивать ипотеку и покупать предметы. Игровой персонаж может общаться с жителями-животными, принимать участие в жизни городка и благоустраивать его. Wild World впервые в серии поддерживает многопользовательский режим, позволяя находиться в городке четырём игрокам одновременно. Сервис отключён в мае 2014 года.
Игру ждал крупный коммерческий успех, её продажи во много раз превзошли первую Animal Crossing, она стала бестселлером в Японии. В итоге Wild World заняла девятое место в списке самых продаваемых игр на Nintendo DS с проданными 11,75 миллиона копий по состоянию на 2016 год. Wild World доказала, что её игровой процесс наилучшим образом вписывается в многопользовательский режим и на портативной консоли. Игра собрала вокруг себя крупную фанатскую аудиторию.
Игровые критики в основном положительно оценивали игру, хваля разработчиков за идею переноса Animal Crossing на Nintendo DS. Отмечалось, что игра больше подходит для DS, чем для GameCube. Рецензенты хвалили Wild World за многопользовательский режим, позволяющий в полной мере реализовать потенциал игрового процесса, хотя мультиплеер критиковался за многочисленные ограничения. Средняя оценка игры по версии агрегаторов Metacritic и GameRankings составила 86 баллов из 100 возможных.

## Игровой процесс
Animal Crossing: Wild World представляет собой нелинейную песочницу и симулятор жизни, где игрок управляет персонажем-человеком, живущим в городке среди антропоморфных животных. Игрок выбирает имя, пол своего персонажа, а также название своего городка. Эти игровые параметры игрок устанавливает во время диалога с Каппой, который везёт на своём такси игрового персонажа. Игра подбирает подходящую карту города в зависимости от того, как игрок будет отвечать на вопросы Каппы. В целом Wild World можно рассматривать как порт оригинальной Animal Crossing для Nintendo 64 и GameCube, предлагающий почти идентичный игровой процесс, но с рядом нововведений и улучшений. Например, управление можно осуществлять с помощью стилуса и нижнего сенсорного экрана Nintendo DS. Время в игре привязано к внутренним часам DS и совпадает с реальным, в том числе смена суток и времён года, в течение года в городке проводятся разные мероприятия.
Как и в первой игре, от игрока требуется разными способами зарабатывать денежные средства, чтобы выплатить еноту Тому Нуку (англ. Tom Nook) кредит за предоставленное жилище. Для этого требуется собирать природные ресурсы — окаменелости, фрукты, ракушки, ловить рыбу и насекомых, чтобы продавать их в местном магазине, принадлежащем Нуку. Найденную живность и окаменелости можно сдавать в музей филина Блезерса (англ. Blathers) для пополнения его коллекции. Выплата кредита не обязательна, игра лишена чёткой цели, и в теории в неё можно играть бесконечно. При погашении кредита Том Нук предложит увеличить площадь дома, цена за каждое следующее расширение будет возрастать. Жилище можно украшать мебелью и декором, которые в свою очередь можно купить в магазине Тома Нука. Wild World имеет встроенный в игру редактор рисунков и расширяет возможности кастомизации персонажа, позволяя с помощью стилуса и нижнего сенсорного экрана Nintendo DS создавать собственные рисунки и расцветки, чтобы затем наносить их на одежду персонажа. Wild World также позволяет отныне менять причёски, носить очки и головные уборы. Созданными рисунками можно было делиться в интернете с помощью кода.
В отличие от первой Animal Crossing, мир в Wild World имеет изогнутую поверхность, которая расширяет обзор окружающего пространства и позволяет отныне видеть небо. В городке нельзя подниматься на возвышенности, как в версии для GameCube, но имеются пляж и река. Когда игрок впервые запускает Wild World, игра подбирает случайную карту локации, расположение зданий и список животных, которые в нём будут жить: таким образом, городок у каждого игрока уникален. Одна из важных целей игрока сводится к благоустройству городка, в ратуше можно узнавать, чего желают жители. Wild World впервые позволяет выводить гибридные и недоступные для покупки расцветки цветов, которые можно получить, поливая лейкой растущие рядом цветы одного вида, но разных расцветок. Другое нововведение — возможность наносить индивидуальные рисунки на поверхность земли, что позволяет создавать дороги. Сам городок населяют разумные антропоморфные животные. С животными можно общаться и развивать дружеские отношения. Они также общаются между собой. Жители могут дарить предметы игроку или же просить поймать определённую живность.
Список общественных зданий с их работниками в целом подобен списку из оригинальной Animal Crossing, в частности, это магазин Тома Нука, ателье сестёр Эйбл (англ. Able Sisters) и музей Блезерса. Из игры были убраны почтовое отделение и колодец желаний, вместо них появилась ратуша, где восседает пожилой мэр Тортимер (англ. Tortimer). В ратуше нужно выплачивать долги, а также можно копить деньги, пополняя депозит в банкомате. В музее Блезерса теперь имеется второй этаж с обсерваторией, где за звёздами наблюдает сестра Блезерса — Селеста (англ. Celeste). Игрок может создать собственное созвездие, которое будет видно ночью. Также в игру был добавлена кофейня, где время от времени свои концерты даёт местная знаменитость К.К. Слайдер (англ. K.K. Slider). Если игрок сбрасывает игру без сохранения, при следующем запуске он будет вынужден выслушивать угрожающие монологи мистера Ресетти (англ. Mr. Resetti). Город время от времени посещают другие NPC, впервые появившиеся в первой Animal Crossing, например, продавец искусства лис Редд (англ. Redd) или гадалка Катрина (англ. Katrina).
Самое важное нововведение Wild World в сравнении с первой частью Animal Crossing — это возможность играть в многопользовательском режиме с участием до четырёх игроков, используя Wi-Fi подключение приставки Nintendo DS. Игра предлагает два режима, позволяя посещать городок другого игрока или же приглашая к себе до трёх игроков. Для этого игрок должен быть в списке друзей DS, затем необходимо знать имя его персонажа и городка. У границ города располагаются врата, которые защищают псы по имени Букер (англ. Booker) и Коппер (англ. Copper). Через них можно отправляться к другим игрокам или же приглашать к себе. Многопользовательский режим позволяет устраивать совместные игры или соревнования, например, турнир по ловле рыбы. Мультиплеер позволяет приобретать предметы с ресурсами, которые невозможно добыть в однопользовательском режиме, например, разные виды фруктов. В 2014 году поддержка онлайн-режима была прекращена. Wild World позволяет также переносить данные игрового персонажа в игру Let’s Go to the City для Nintendo Wii.

## Разработка
Разработка Wild World исходила из идеи перенести игровой процесс Animal Crossing на портативное устройство после коммерческого успеха первой части для игровых приставок Nintendo 64 и GameCube. Как и предшественница 2001 года выпуска, Wild World должна была обладать простым и понятным игровым процессом, а также «низким входным барьером», чтобы потенциально заинтересовать тех, кто ранее не интересовался видеоиграми. Создатели описывали жанр своей игры как «communication game», то есть игру, способствующую общению. Начало разработки совпало с периодом, когда Nintendo стремилась охватить широкую аудиторию за пределами геймерского сообщества, создавая игры, не требующие продвинутых игровых навыков. Разработкой руководил Кацуя Эгути, ранее работавший над первой игрой. Он заметил, что перенос Animal Crossing на портативное устройство отныне позволял играть в симулятор общения в любое время и в любом месте, что не было возможно в версии для GameCube. Wild World должна была привлечь как новых игроков, так и вернуть интерес у старых. Основной процесс разработки пришёлся на 2004 год.

### Адаптация на Nintendo DS
Для разработки был взят материал из первой Animal Crossing, который значительно переработали и добавили ряд нововведений. Сложность переноса игры на приставку Nintendo DS была связана с более ограниченными аппаратными характеристиками DS, меньшей постоянной и оперативной памятью в сравнении с GameCube. Таким образом, игру и её графику было необходимо оптимизировать и упростить. В то же время разработчики могли извлечь преимущества из возможностей DS — двойного, сенсорного экрана, стереосистемы, микрофона и беспроводной связи. В итоге игровой процесс надо было одновременно упростить и добавить инновационные элементы, чтобы заинтересовать потенциальных игроков. Кацуя Эгути заметил, что одна из главных целей разработчиков заключалась в создании удобного управления с использованием сенсорного экрана для того, чтобы игрок не думал, «как ему использовать второй экран», а остался бы довольным тем, что два экрана упростят управление и разнообразят игровой процесс. Управление было переработано так, чтобы игрокам не требовалось использовать кнопки контроллера. Это упрощало игру детям и людям, которые прежде никогда не играли на приставке.
Что касается оптимизации игрового процесса для ограниченных характеристик Nintendo DS, разработчикам было необходимо отказаться от некоторых возможностей версии для GameCube, но таким способом, чтобы это наименьшим образом повлияло на общий игровой процесс и его разнообразие. В частности, разработчики решили понизить частоту до 30 кадров в секунду при возможных 60 на DS, так как Wild World не требовала от игрока совершать действий, требующих быстрых рефлексов. Размер городка был уменьшен, как и количество одновременно гуляющих на улице жителей. Это было сделано в том числе и для того, чтобы Wild World не провоцировала быструю разрядку батареи DS. Общее количество живущих жителей было сокращено с 15 до 8, а список потенциальных жителей был сокращён с 250 до 150. Разработчики оставили самых востребованных у игроков жителей и добавили новых. Создатели также рассматривали идею возможности самому создать персонажа — животного-жителя, нарисовав его лицо в редакторе рисунка. Затем такой житель мог посещать городки других игроков.

### Дизайн и игровой процесс
Кацуя утверждал, что полученный геймплей хоть и многим напоминает GameCube-версии, но получился гораздо интерактивнее. Он не считал Wild World просто портом первой части. Так, игровой дизайн был доработан и улучшен во многих аспектах, например, была расширена возможность кастомизации персонажа, добавлена возможность выводить гибридные расцветки цветов. В Wild World впервые используется поверхность цилиндрической формы. Это решало сразу несколько проблем: улучшало обозрение окружающего пространства на маленьком экране DS, облегчало обнаружение предметов или персонажей на дальнем горизонте, а также позволяло оставлять камеру обозрения в фиксированном положении. Разработчики считали, что такая перспектива улучшала эстетику игры и позволяла видеть небо или звёзды ночью.
Кацуя заметил, что игра была намеренно создана так, чтобы игровой прогресс протекал очень медленно, так как, реализовав большинство возможностей за короткий срок, игрок быстро потеряет интерес к игре. Например, в Wild World почти невозможно собрать все предметы, а чтобы всё-таки это сделать, потребуется посещать городки других игроков. В игру введены другие ограничения, побуждающие игрока возвращаться в игру снова и снова, например, медленно растущие деревья или работа магазинов в определённое время. Положительными стимулами являются, например, возможность каждый день выкапывать окаменелости или покупать определённые предметы. Геймдизайнер также объяснил, что, хотя Wild World нелинейна и лишена целей, игровой дизайн спроектирован так, чтобы игрок с каждым шагом всё глубже стремился исследовать аспекты игрового процесса, как бы проходя процесс обучения без специальных руководств. Игра ориентируется на постепенный рост амбиций игрока, который начинает заниматься рутинными задачами — например, рыбалкой, продажей фруктов, затем он стремится облагородить городок и расширить жилое пространство для размещения предметов и создания желаемого интерьера, в конце концов у него возникает желание продемонстрировать результат другим игрокам.
Разработчики ослабили негативные последствия из-за долгого отсутствия в городке, так как заметили, что это в итоге отпугивало многих игроков в Animal Crossing возвращаться после долгой паузы. Тем не менее создатели не хотели полностью отказываться от негативных последствий в Wild World, критикуя так называемых «путешественников во времени» — игроков, менявших внутриигровые часы приставки, чтобы ускорить игровой процесс и мгновенно получить доступ к определённым предметам и событиям. В частности, долгое отсутствие чревато появлением обилия сорняков и тараканов в доме.

### Локализация
Когда началась разработка Wild World, создатели с самого начала решили, что создадут игру без явных культурных отсылок, чтобы не возникало проблем с локализацией в разных регионах. В первой Animal Crossing заметно различаются версии, выпущенные в Японии и странах Запада. Тогда, в процессе локализации, из японского оригинала были исключены все японские культурные отсылки и заменены на западные. Различались и версии, выпускаемые в разных регионах Европы, где добавлялись отдельные региональные внутриигровые предметы. Разработчики признались, что локализация первой игры для западного рынка сопровождалась значительными трудностями и занимала очень много времени. Это в свою очередь стало причиной сильно запоздалого выпуска в этих регионах.
Поэтому некоторые события из оригинальной Animal Crossing — Хэллоуин, Рождество и японский Фестиваль цветения сакуры — отсутствуют в Wild World. В качестве причины такого решения Nintendo ссылалась на массовые жалобы британских игроков, не довольных обилием американизмов в англоязычной локализации, поэтому английская версия в том числе разрабатывалась как универсальная и без региональных оттенков. Тем не менее локализация игры по-прежнему была трудоёмкой, так как из всех игр от Nintendo в Wild World требовалось перевести наибольшее количество текста на шесть остальных языков. Региональные традиции однако были возвращены в дальнейших сиквелах франшизы. Позже разработчики признаются, что исключение культурных отсылок лишило Wild World часть своего очарования.

### Музыка
Музыкальное сопровождение к игре писал Кадзуми Тотака, звукорежиссёром выступил Хиромицу Фудзикава. Из-за ограниченной памяти Nintendo DS необходимо было создать мелодии с простым звучанием и без «звукового перенасыщения». В этом плане у Тотаки уже был опыт работы над первой Animal Crossing для GameCube. Композитор заметил, что его задача заключалась в создании максимально простых мелодий, которые по-прежнему звучали бы приятно и дарили чувство комфорта. Музыка не должна была отвлекать от игрового процесса, а выступать незаметным фоном. Через музыку Тотака стремился передать чувство чистой лёгкости и безмятежности. Характер мелодий отличается в разное время суток: если утром и в полдень они более бодрые и «весёлые», то ночью, наоборот, успокаивающие. В игру была добавлена коллекция музыкальных треков, которые можно получить от пса-музыканта К.К. Слайдера, созданного по образу композитора Тотаки. Всего в Wild World можно услышать около 70 музыкальных треков. Несмотря на ограниченные характеристики Nintendo DS, разработчики желали детально проработать звуковые эффекты, так как считали их важной частью погружения в виртуальный мир Wild World. Так, например, был добавлен звук шагов, также разные предметы издают и разные звуки при взаимодействии. Если несколько игроков прикасаются к музыкальным инструментам, они будут синхронно издавать правильные звуки, образуя мелодию. Тотака заметил, что достижение синхронности издаваемых звуков было самой трудоёмкой работой звуковых программистов.
Язык, на котором разговаривают все персонажи в игре, неофициально называется «анимальским» (англ. Animalese). Он не является полностью синтетическим, так как отдельные звуки и слоги были записаны с участием реальных актёров озвучивания, затем полученные звуки искусственно объединялись в слова и предложения. Полученную речь затем ускоряли и меняли частоту голоса. Всё это было намеренно сделано, чтобы имитировать неразборчивую речь, сами же диалоги сопровождаются субтитрами.

### Многопользовательский режим
Поддержка многопользовательского режима позиционировалась как самое инновационное нововведение в Wild World. Игра позволяла играть до четырём игрокам одновременно. Как заметил Эгути Кацуя, главная цель разработчиков заключалась в том, чтобы передать чувство, будто игроки играют в одной комнате и за одной приставкой. Адаптация игрового процесса Animal Crossing для многопользовательского режима была вопросом времени, так как сама Animal Crossing изначально разрабатывалась как многопользовательская для Nintendo 64 с поддержкой периферийного устройства Nintendo 64DD, позволяющего играть в онлайн-режиме. Однако провал 64DD заставил создателей отказаться от этой идеи и упростить игру, разрабатываемую отныне только для GameCube. Даже несмотря на отсутствие мультиплеера, игровой дизайн первой Animal Crossing был спроектирован так, чтобы способствовать общению между игроками: таким образом, при разработке Wild World с сетевым подключением разработчикам не требовалось переделывать игровой процесс. Тем не менее адаптация Animal Crossing для многопользовательской игры оставалась по-прежнему самой сложной задачей для разработчиков, так как данный режим необходимо было реализовать максимально бесшовным и удобным для пользователей, чтобы для возможности посетить другой городок или принять гостя требовалось лишь совершить несколько простых шагов, в отличие от других игр того времени с поддержкой многопользовательского режима. Другая проблема была связана с проблемными игроками-вандалами, которые могли наносить вред городкам других игроков, например, вырубать деревья. Для этого разработчики должны были ввести ряд ограничений в онлайн-режиме, но не слишком жёстких, чтобы в итоге это не помешало остальным игрокам.
Кацуя утверждал, что Wild World стала одной из первых многопользовательских игр для массовой аудитории, заметив, что существовавшие тогда MMORPG игры требовали игровых навыков, были «отпугивающими» и имели слишком высокий входной порог. Тем не менее из-за аппаратного ограничения и малого ОЗУ Nintendo DS было решено, что животные-жители города не будут гулять на улице во время визита других игроков. Разработчики заметили, что это сделано для того, чтобы хозяину городка было легче следить за гостями, если те норовят сделать что-то плохое. Введённые ограничения позволяли приглашать только тех, кто присутствует в списке друзей Nintendo DS. Кацуя объяснил такое решение тем, что это исключало возможность проникновения в городок неизвестных игроков. Также разработчики решили исключить возможность посещать друг друга игрокам из Японии и стран Запада, объясняя это различием их версий игр с разными алфавитами. В противном случае создателям пришлось бы добавить одновременно во все версии поддержку и японской каны и латинского алфавита, что в итоге заняло бы слишком много места в оперативной памяти.

## Анонс и выход
В 2003 году в интернете распространялись слухи о том, что Nintendo собиралась выпустить сетевую версию Animal Crossing, разработку игры для будущей игровой приставки подтверждал геймдизайнер Такаси Тэдзука. Игра была анонсирована на выставке Electronic Entertainment Expo 2004 под рабочим названием Animal Crossing DS. Одновременно Nintendo анонсировала своё портативное устройство Nintendo DS вместе с шестью планирующимися к выходу играми для DS.
| Юри Уэно                                                                                                   | Сон Хе Гё |
| Для рекламы игры в Японии и Южной Корее использовались местные знаменитости — актрисы Юри Уэно и Сон Хе Гё |           |

Wild World изначально рекламировалась как одна из первых игр для новой портативной приставки от Nintendo. В этот момент компания шла на рискованный шаг, так как стремительно теряла долю игрового рынка для домашних консолей из-за провальности GameCube, её активно выдавливала из рынка PlayStation. Nintendo в ответ планировала освоить нишу портативных приставок и для этого ей нужно было обеспечить DS играми, которые заинтересовали бы массовую аудиторию. Среди таких игр сиквел Animal Crossing занимал одну из ключевых ролей. Изначально игра планировалась к выходу в 2004 году, но затем релиз был передвинут на весну 2005 года. В США Wild World изначально планировалась к выпуску в декабре 2004 года, затем в декабре 2005 года, в Европе — в начале 2006 года. Игровой процесс демонстрировался на выставке Е3 2005.
Выход Wild World в Японии состоялся 23 ноября 2005 года. В рамках продвижения игры Nintendo выпустила рекламный ролик с участием актрисы Юри Уэно. В США игра вышла 5 декабря 2005 года, в Европе — 31 марта 2006 года. В Южной Корее Wild World вышла 6 декабря 2007 года. В рекламном видео игры снималась корейская актриса Сон Хе Гё.
В январе 2006 года несколько игроков, подключённых к Nintendo Wi-Fi Connection, получили письмо с предметом под названием «Красные тюльпаны», вызвавшее критические внутриигровые ошибки при размещении внутри дома и ставившее под угрозу сохранность игровых данных. Nintendo заверила, что это была не хакерская атака, а программный сбой инструментария загрузки, используемого для отправки эксклюзивных подарков игрокам, и призывала остальных игроков сразу же удалять письмо, если они его получили.
В 2008 году Nintendo попала в центр скандала, после того как журналистам в рамках ознакомления с сиквелом Let’s Go to the City разослали копии Wild World с пользовательскими сохранениями. Это было необходимо для демонстрации способности переносить сохранённые данные между Wild World и Let’s Go to the City. Журналисты обнаружили, что один из жителей-животных использовал коронную фразу «Niggá». По какой-то причине эта фраза не была обнаружена фильтром ненормативной лексики, не позволяющим назначать жителям оскорбительные коронные фразы. Компания Nintendo принесла официальные извинения.

### Продажи
Wild World ждал крупный коммерческий успех, её продажи во много раз превзошли первую Animal Crossing. По состоянию на 1 декабря 2005 года, за первую неделю после выхода в Японии было продано около 330 000 копий игры, она побила предыдущий рекорд Jump Super Stars и стала самым продаваемым тайтлом для Nintendo DS, опередив про продажам другую новинку от Nintendo — Mario Kart DS. В итоге Wild World заняла первое место в списке самых продаваемых компьютерных игр на всех платформах в Японии в 2005 году. По состоянию на 2006 год, в этой стране было продано около двух миллионов копий Wild World. Сбыт копий имел нетипичную статистику: как правило, основная масса проданных экземпляров компьютерной игры приходится на первую неделю после выхода с последующим резким спадом. На Wild World же сохранялся стабильно высокий спрос, и её покупали в среднем по 80 000 раз в неделю. Таким образом, Wild World удавалось постоянно оставаться в чартах 10 самых продаваемых игр в Японии. Разработчики признались, что сами не ожидали такого успеха, думая, что к этому моменту по самым лучшим прогнозам игра будет куплена 400 000 или 500 000 раз. Успех Wild World наряду с Nintendogs и Mario Kart DS привёл к дефициту приставок DS в Японии в 2006 году. Через год после выхода игры в США и Японии было продано более трёх миллионов копий Wild World.
По состоянию на 2006 год, в Европе было продано 850 000 копий Wild World в сравнении со 150 000 экземплярами первой Animal Crossing. За 2008 год Wild World заняла 29-е место в списке самых продаваемых игр в Японии, к июлю того же года в этой стране было продано 4,7 миллиона копий игры с момента её выхода. По состоянию на 2010 год, Wild World была третьей самой продаваемой игрой для DS в Японии после New Super Mario Bros. и Pokemon Diamond/Pearl.
Wild World получила награду «Double Platinum» от Британской ассоциации интерактивных развлечений за 600 000 проданных экземпляров в Великобритании. По состоянию на 2007 год, Wild World по-прежнему оставалась одной из самых популярных игр.
К марту 2016 года по всему миру было продано 11,75 миллиона копий Wild World. Для сравнения, продажи первой Animal Crossing составили 2,27 миллиона копий. По состоянию на 2020 год, Wild World занимала третье место среди самых продаваемых игр франшизы Animal Crossing, уступая New Leaf (2012) и New Horizons (2020).

### Wii U
В Европе выход Wild World на игровой приставке Wii U состоялся 19 ноября 2015 года. В Японии она вышла 27 июля 2016 года, в США — 13 октября 2016 года. Игра была доступна для загрузки через сервис Virtual Console, предлагающей также приобрести классические игры от Nintendo для NES, Super NES и Game Boy Advance. В целом порт идентичен оригинальной версии, но предлагает более 600 новых предметов, в игре отсутствует многопользовательский режим.
Алекс Олни с сайта Nintendo Life раскритиковал порт, не понимая, зачем Nintendo решила переиздать Wild World через 10 лет после выхода. Он заметил, что даже если игра и была революционной для своего времени, то, по состоянию на 2015 год, она выглядела устаревшей, особенно в сравнении с New Leaf, к тому же в игре недоступен многопользовательский режим. Олни назвал Wild World для Wii U совершенно бесполезной игрой, с некрасивой графикой и половиной того материала, что предлагает New Leaf.

## Популярность и влияние
Wild World, вопреки ожиданиям, стала гораздо популярнее своей предшественницы Animal Crossing. Успех же первой игры франшизы сильно сдерживался провальным выпуском приставки GameCube и фактом того, что в игру можно было играть только дома. Именно вторая часть принесла тогда ещё молодой франшизе мировую славу. С тех пор «Animal Crossing» стала рассматриваться Nintendo как один из её ведущих брендов, наряду с Mario, Zelda и «Покемонами». Wild World в момент анонса позиционировалась как одна из первых игр от Nintendo с поддержкой онлайн-подключения. Своим успехом Wild World обязана и большой популярностью приставки Nintendo DS, которую массово покупали люди, ранее не интересовавшиеся компьютерными играми, не только из-за Wild World, но и ради других игр-новинок от Nintendo, например, Brain Age или Nintendogs.
Причиной успеха игры стали её нелинейность, идея проживания виртуальной жизни. Возможность играть на портативной консоли и в многопользовательском режиме сделала сиквел куда более популярным, чем первая часть. Wild World вместе с Nintendogs задала тенденцию охвата женской игровой аудитории игр Nintendo.
Wild World стала самой популярной многопользовательской альтернативой MMORPG-играм, не требующей продвинутых игровых навыков для совместной игры. По состоянию на март 2006 года, количество активных пользователей Wi-Fi Connection на DS достигло миллиона за счёт Wild World, а также Mario Kart DS и Hawk's American Sk8land.
В игре присутствует второстепенный персонаж К.К. Слайдер, который раздаёт бесплатные записи своих песен, комментируя, что выступает против того, чтобы «кошки-толстосумы» извлекали из них прибыль. Некоторые пользователи в интернете расценили это как открытую поддержку музыкального пиратства со стороны Nintendo или по крайней мере разработчиков Wild World. Nintendo уверяла, что не оставляла какого-либо социального комментария, и это лишь личное мнение персонажа из игры. Тем не менее К. К. Слайдер на какое то время стал символом пиратства среди распространителей нелегальной музыки. Эти события пришлись на 2005 год, когда проблема пиратства музыки стояла особенно остро.
В 2006 году, в рамках сотрудничества Nintendo и магазина игрушек Toys "R" Us, владельцы Nintendo DS с игровой копией Wild World могли посетить данные магазины, чтобы скачать в игру эксклюзивные тематические предметы Mario через специальные DS-станции. Элементы из Wild World представлены в файтинге Super Smash Bros. Brawl для Wii, такие как арена под названием «Smashville», созданная по образу городка из Wild World и в которой меняется пейзаж с освещением в соответствии с системными часами приставки. Также по мотивам игры было снято аниме под названием Dobutsu no Mori. Его созданием занималась студия OLM, Inc., выход состоялся в конце 2006 года, в Японии. Сюжет повествует о девочке, переехавшей в городок, населённый антропоморфными животными.

### Игровое сообщество
Основная игровая аудитория Wild World состояла не из классических геймеров, а нетрадиционной игровой аудитории, включая женщин и людей, которые ранее не интересовались компьютерными играми. Хотя многие игроки Wild World ранее играли и в Animal Crossing, сиквел сумел собрать вокруг себя множество новых поклонников франшизы по всему миру. Wild World приобрела большое количество фанатов в Южной Корее, так как была первой в серии, переведённой на корейский язык.
Wild World в своё время собрала вокруг себя одно из крупнейших фанатских интернет-сообществ в Японии и Южной Корее. Демонстрация индивидуальных рисунков и благоустроенных городков выступала одной из самых популярных тем на форумах. Известно, что некоторые игроки использовали индивидуальную раскраску для создания провокационных изображений, например, имитации голого тела с половыми органами. Игроки также собирались на форумах для того, чтобы искать партнёров для совместной игры и для торговли. Это включало и обмен предметами, так как в Wild World практически невозможно собственными силами открыть доступ ко всем возможным внутриигровым предметам. Игрок объявлял на форуме список предметов, которые он желал приобрести и которые готов сам отдать в обмен. Другой популярный вид торговли — перепродажа репы, внутриигрового аналога активов, ценность которых хаотично падала и возрастала в каждом отдельном городке. Если цена на репу возрастала, игрок мог приглашать к себе других игроков, чтобы те продавали репу в его городке и от этого получали прибыль.
Многопользовательский режим в Wild World стал причиной и неприятных явлений. Например некоторые недобросовестные игроки на форумах требовали непомерно высокую плату на посящение своего городка, чтобы продать репу по выгодной цене. Игроки, стремившиеся находить новых друзей для игры в многопользовательском режиме всегда рисковали нарваться на хакеров-гриферов. Они начинали сеять хаос, разрушать городок и вызывать критические ошибки, чтобы игрок в итоге был вынужден удалить своё сохранение. Из-за страха впустить к себе хакера, многие игроки боялись играть в многопользовательском режиме.
Некоторые игроки в стремлении ускорить игровой прогресс приобретали внутриигровую валюту «колокола» (англ. bells) за реальные деньги на площадке Ebay, например, 20 миллионов колоколов предлагалось купить за 15—20 долларов. Покупки начались почти сразу после выхода игры, пик продаж пришёлся на январь 2006 года. Хотя продажа внутриигровых предметов на сторонних площадках уже практиковалась среди пользователей MMORPG-игр, Wild World стала первой приставочной игрой и от Nintendo, которую затронуло это явление. Nintendo никак не комментировала происходящее. В 2007 году Nintendo выпустила «Руководство для девочек по видеоиграм», с первой главой, посвящённой игровому процессу Wild World.

## Критика
| Сводный рейтинг       | Сводный рейтинг            |
| Агрегатор             | Оценка                     |
| --------------------- | -------------------------- |
| GameRankings          | 86,27 %                    |
| Metacritic            | 86/100                     |
| Иноязычные издания    |                            |
| Издание               | Оценка                     |
| 1UP.com               | A                          |
| CVG                   | 9,0/10                     |
| EGM                   | 7,8/10                     |
| Eurogamer             | 8/10                       |
| Famitsu               | 37/40                      |
| GamePro               | [ 106 ]                    |
| GameSpot              | 8,4/10                     |
| GameSpy               | [ 108 ]                    |
| IGN                   | 8,8/10                     |
| Nintendo Power        | 9,5/10                     |
| Nintendo World Report | 9,5/10                     |
| Русскоязычные издания |                            |
| Издание               | Оценка                     |
| «Страна игр»          | 8/10                       |
| Награды               |                            |
| Издание               | Награда                    |
| IGN                   | Editors' Choice Award      |
| IGN                   | Best DS Online Game (2005) |
| Parents' Choice       | 2006 Video Game Award      |

Animal Crossing: Wild World получила в основном положительные отзывы от игровых критиков. Общий балл игры по данным агрегатора Metacritic составляет 86 баллов из 100 возможных. Критик журнала NGC Magazine назвал Wild Wolrd наряду с Nintendogs частью новой философии Ninendo, выпускающей тайтлы, которые нельзя назвать играми в традиционном понимании: они, скорее, предлагают прожить целую жизнь, хотя и фрагментами, будь то рыбалка на весь день, украшение своего дома или ландшафтный дизайн. Критик Official Nintendo Magazine сравнил Wild World с райским садом — эдемом.
Рецензенты похвалили саму идею переноса Animal Crossing в Nintendo DS, заметив, что игра более естественно выглядит на портативном устройстве, как будто она создавалась изначально для неё. Редактор журнала Official Nintendo Magazine заметил, что опробовавший Wild World игрок мгновенно забудет о версии для GameCube. По выражению критика журнала Cube, DS, возможно, является «духовным домом» для Animal Crossing, словно именно для этой приставки игра и разрабатывалась, и подготавливала первых игроков; это касается в том числе и простой низкополигональной графики, за которую ругали первую игру. Обозреватель из журнала NGC Magazine заметил, что Wild World наряду с мультиплеером сумела преодолеть два главных недостатка первой Animal Crossing, сильно помешавших её успеху. В частности, ограничение не позволяло играть в Animal Crossing вне дома на GameCube, поскольку её игровой процесс требовал коротких, но постоянных игровых сеансов, и вызывало сильную фрустрацию, чувство оторванности и страха пропустить какое-либо важное событие в игре. Wild World хоть и почти такая же игра, но доступна, например, во время перерывов в работе или на автобусной остановке, что доставляет несомненное удовольствие. Критики похвалили игру за простое и интуитивно понятное управление, осуществляемое с помощью стилуса и сенсорного экрана, как более лёгкую альтернативу управления кнопками, позволяя, например, захватывать предметы. Редактор Official Nintendo Magazine заметил, что сенсорный кран сильно упрощает игровой процесс, в том числе написание писем и использование инвентаря. В игру можно играть, используя только стилус. Критик с сарказмом заметил, что «кнопки — это прошлый век и можно спокойно вступать в клуб антикнопочников».

### Многопользовательский режим
Критики главным образом похвалили Wild World за добавление многопользовательского режима, позволяющего играть вместе до четырёх игроков, а также устраивать совместные мероприятия и соревнования. Часть критиков назвала это главным преимуществом перед первой Animal Crossing а его отсутствие в первой игре — одновременно главным недостатком, не позволявшим первой Animal Crossing в полной мере раскрыть свой потенциал. В своё время отсутствие мультиплеера в GameCube-версии создавало неудобные ограничения, требуя, например, посещать дома друзей и знакомых, принося с собой карты памяти в попытке воссоздать некое подобие мультиплеера. Посещение городков других игроков также способствует ускорению игрового прогресса, например, возможность покупать и перепродавать репу на волатильном рынке или приобретение фруктов, недоступных в родном городке. Редактор Cube Issue с сарказмом предупредил, что игрок теперь рискует впустить хулигана, норовящего испортить цветы или украсть предметы.
Тем не менее многопользовательский режим подвергался критике за утомительные ограничения, отнимающие множества времени, в частности, за возможность приглашать только игроков, находящихся в списке друзей, требование вводить особый код, имя игрока и его городка. Во время визита все животные исчезали из городка и прятались по домам. Многопользовательский режим страдал от крайне нестабильного подключения, что приводило к слишком частым вылетам игры, из-за этого фактически в одном городке могло прибывать не больше двух игроков.
Отдельные споры вызывал факт того, что игроки из Северной Америки и Европы не могли связаться с японскими игроками. Продюсер Wild World Кацуя Эгути заявил, что эти ограничения были обусловлены ограниченными техническими характеристиками Nintendo DS и её малой памятью.

### Игровой процесс и мир
Положительную оценку получили игровой мир и художественный стиль игры. Редактор Official Nintendo Magazine, заметил, что простая графика выглядит очаровательно на маленьком экране, а земля с изогнутой поверхностью отныне позволяет смотреть вдаль. Это в том числе позволяет видеть гуляющих животных на дальнем расстоянии. Маргарет Робертсон из журнала NGC Magazine заметила, что художественный стиль игры будто изначально создавался для DS, учитывая, что версию для GameCube, являющуюся в свою очередь портом версии N64, наоборот, ругали за слишком простую графику. Также больший выбор мебели позволил придать внутреннему помещению более индивидуальный стиль. Основным предметом отрицательной критики выступало отсутствие региональных праздников.
Оценка игрового процесса была неоднозначной: критики сошлись в мнении, что он в целом идентичен оригинальной Animal Crossing, по сути, являясь её портом или улучшенной версией. Игровой процесс в Wild World, как и в первой части, требует от игрока собирать ресурсы и платить ипотеку за дом, геймплей настолько идентичен, что даже совпадает в мелких деталях, например, в задании рассадить цветы у магазина Нука. Часть критиков, однако, заметила, что по мере прохождения игрок начнёт замечать всё больше изменений, которые незначительны, но в целом скрашивают и обогащают бо́льшим разнообразием игровой опыт, начиная с доработанной камеры, управления и заканчивая возможностью видеть небо, упрощёнными диалогами, улучшенным ИИ жителей и более прописанной их личностью. Критик Cube Issue заметил, что даже если игровая концепция в целом подобна оригинальной Animal Crossing, однако это не значит, что старый фанат не сможет получить удовольствия от повторного прохождения, учитывая улучшение геймплея и преимущества, предлагаемые с Nintendo DS. Критике также подверглось отсутствие праздников, знакомых по оригинальной игре, хотя редактор Official Nintendo Magazine отдельно заметил, что этот недостаток компенсируется более частыми и незначительными событиями, например, блошиным рынком каждую субботу. Это также заметно ускоряет процесс коллекционирования предметов.

### Ретроперспектива
Крис Литтлчайлд с сайта TheGamer в своём обзоре от 2020 года заметил, что именно благодаря Wild World серия Animal Crossing в своё время приобрела мировую популярность и доказала, что игровой процесс этих игр идеально подходит для портативных устройств. Многие нововведения, представленные в Wild World, такие как цилиндрическая поверхность, разведение цветов, создание дорог, многопользовательский режим, определили последующие игры франшизы. Редактор сайта Fandom заметил, что Wild World остаётся по состоянию на 2020 год по-прежнему любимой частью у многих фанатов Animal Crossing, так как стала их первой игрой, знакомством с данной франшизой. Редакция Digital Trends поставила Wild World на четвёртое место в списке лучших игр во франшизе, заметив, что несмотря на явные преимущества перед приквелом в виде портативности и онлайн-режима, вторая часть в итоге оказалась самой примитивной и урезанной игрой в основной серии. Редактор однако оговорился, что не ругает за это разработчиков, понимая, что игра разрабатывалась для портативной консоли с крайне ограниченными характеристиками.
Марк Калирофф с сайта Goombastomp заметил, что Wild World, хотя и рассматривается как самая «примитивная» игра в основной серии, содержала множество уникальных событий и пасхальных яиц, которые не встречаются в сиквелах, например, афера со стороны продавца страховых услуг, фестиваль желудей или пожертвование в таинственный городок Бундокс.
Белла Блондо с этого же сайта упоминала факт того, что в 2020 году многие социологи обсуждали «феномен New Horizons» в свете карантина из-за пандемии COVID-19, тем не менее Блондо заметила, что данный феномен далеко не новый и оправдал себя ещё во время выхода Wild World. Так игра стала ещё в середине 2000-x годов утешением для многих подростков, страдающих от одиночества.

### Научный интерес
Эрик-Джон Рассел Во, автор и геймдизайнер, исследующий разные типы игровых жанров, указал на уникальность игрового дизайна Wild World, который как будто создавался наперекор базовым правилам игрового дизайна компьютерных игр. В частности, если игровые механики создаются для определённой функциональности или назначения, то Wild World сама по себе бесцельна, а её механики призваны вызывать эмоциональную реакцию у игроков. Рассел Во назвал данный механизм игрового процесса «виртуальной песочницей». Брайан Г. Беренсхаузен, магистр наук Университета Северной Каролины в Чапел-Хилле, исследовал Wild World в контексте связи с феноменологической редукцией, заметив, что тогда инновационное управление, осуществляемое через стилус и сенсорный экран позволяло «осязать» игру и устанавливать игроку с ней «телесный контакт», способствуя ещё большему погружению в игровой процесс и ассоциируя себя с игровым аватаром.
Чон Хё-сон, доцент дизайнерского колледжа при Донъдукском женском университете, в своей статье исследовала причину популярности Wild World: в частности, она утверждала, что наличие многопользовательского режима стало ключевым фактором для образования одного из крупнейших фанатских интернет-сообществ того времени. Характер нелинейного игрового процесса, позволяющий играть в разном стиле, позволял разнообразными способами общаться и взаимодействовать игрокам через игру, будь то совместные соревнования, демонстрация созданного контента, благоустроенного городка или торговля предметами или репой. Среди других причин Хё-сон указывала на возможность самовыражения через игру, а также на необязательность многопользовательского режима, который позволял игроку как извлекать выгоду, так и наслаждаться одиночной игрой.